# 구이판

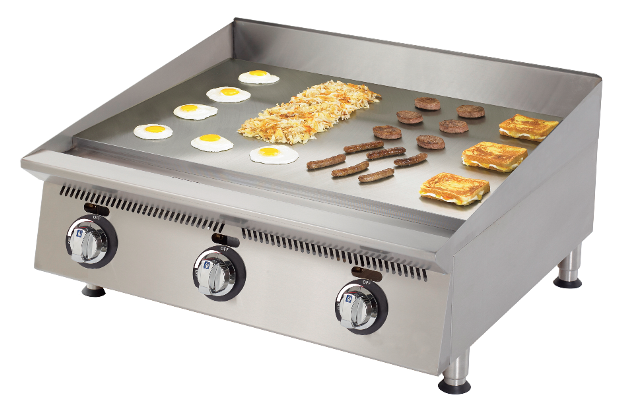
구이판

구이판(--板) 또는 지짐판(--板)은 음식을 굽거나 지지는 데 쓰는 조리 기구이다. 재질에 따라 철판(鐵板), 돌판(-板), 무쇠판(--板) 등으로 불린다.

## 사진

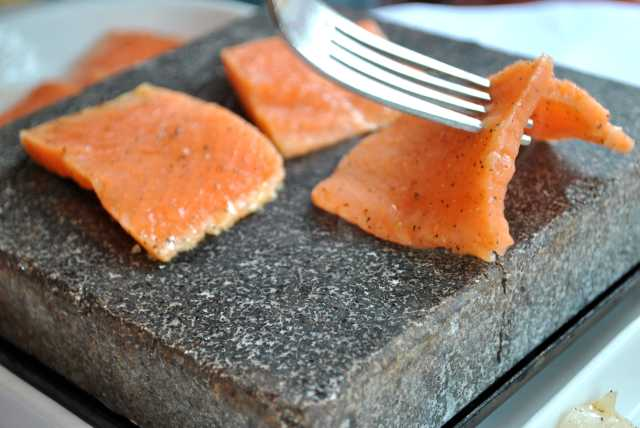
연어돌판구이
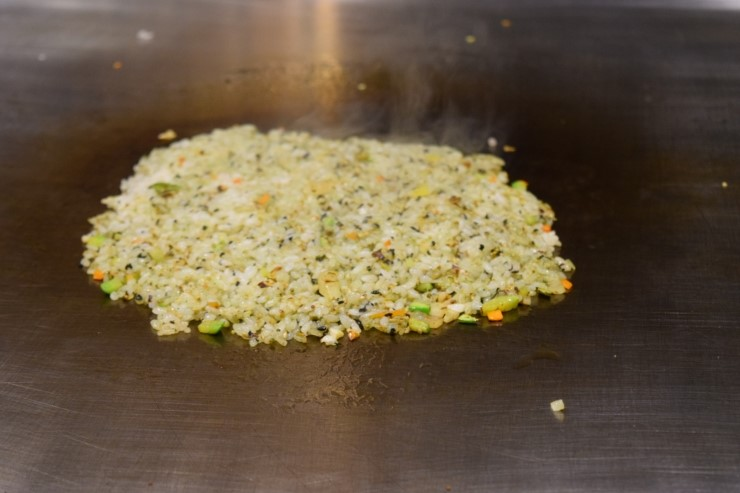
철판볶음밥
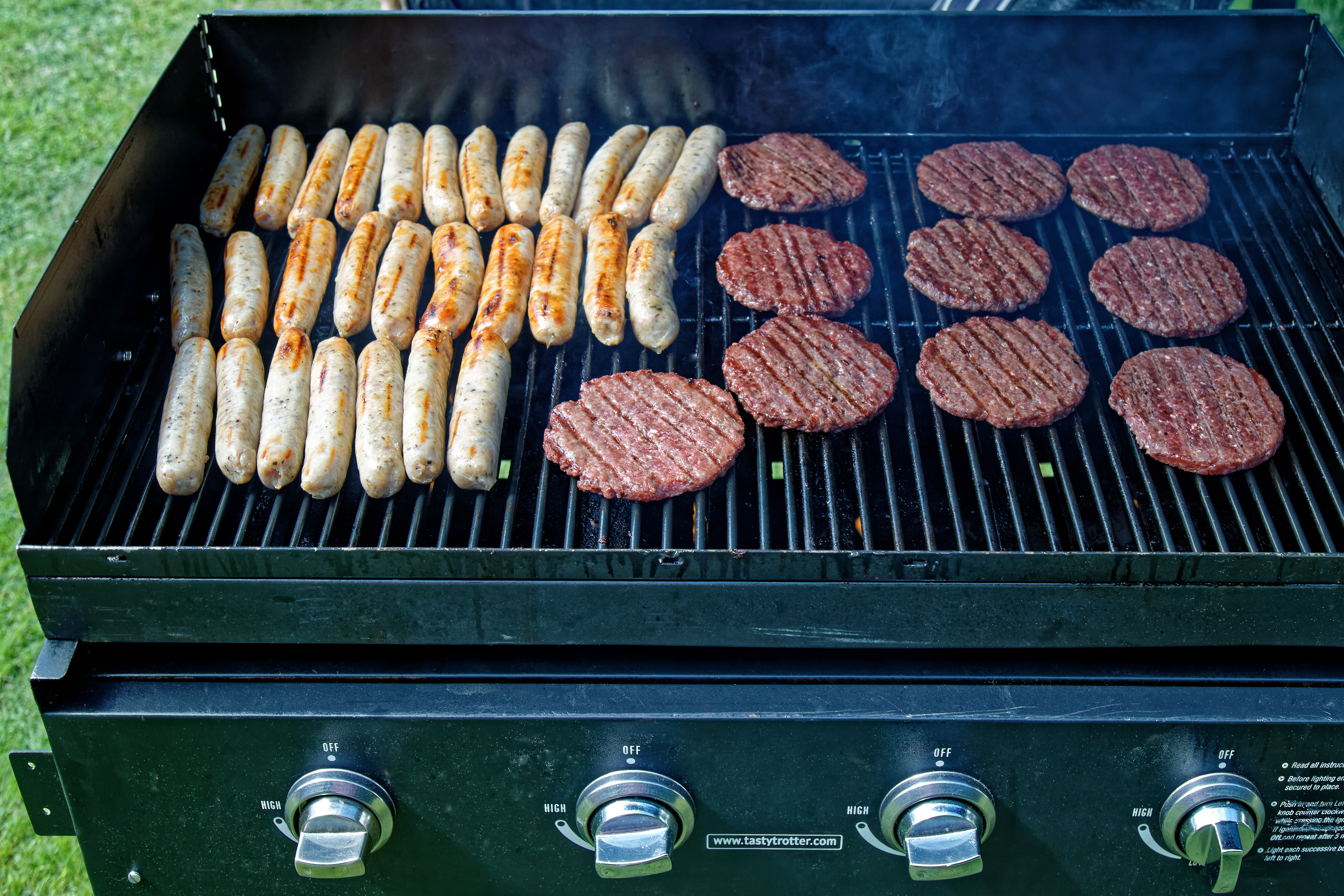
패티와 소시지
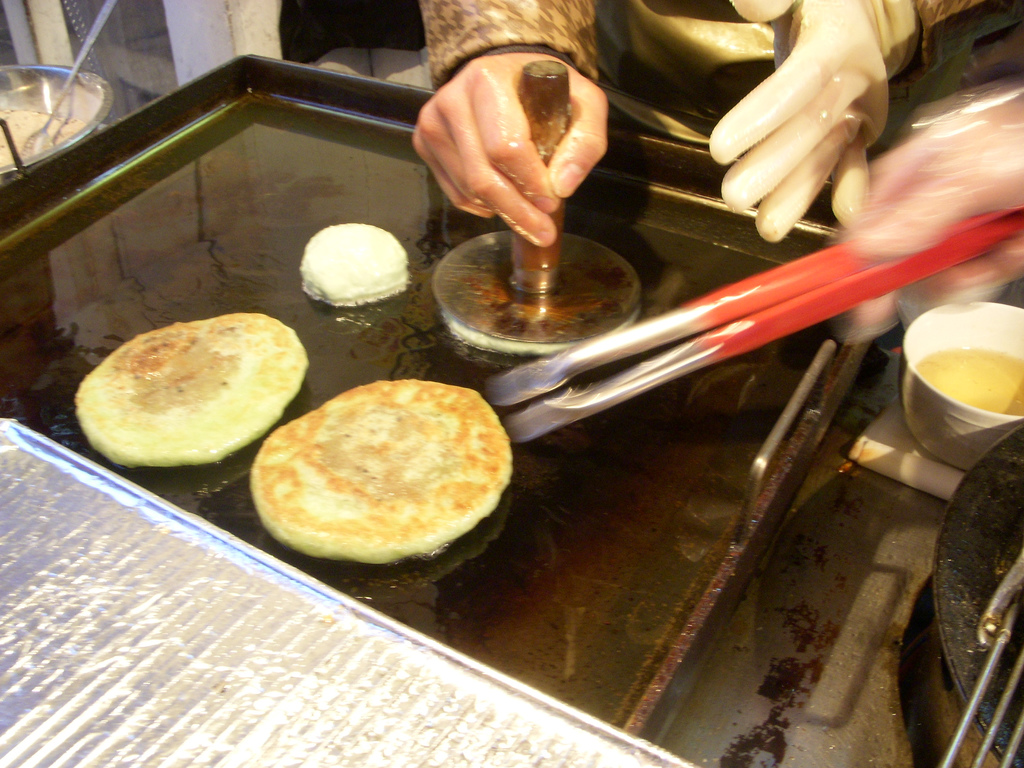
호떡

## 같이 보기
- 번철
- 크레프기